# ルアーンサック・ローイチューサック
ルアーンサック・ローイチューサック （タイ語: เรืองศักดิ์ ลอยชูศักดิ์、1978年3月9日）ニックネームは ジェームス (タイ語: เจมส์) は、タイの男性歌手、俳優。1995年に歌手としてデビュー。

## 略歴
- 1978年3月9日 - ナコーンシータンマラート県、タイで生まれた。
- 1995年に歌手デビュー。
- 1998年 - ルアーンサックはタイ国際航空261便墜落事故の墜落を生き延びました。[1][2][3][4][5][6]

## ディスコグラフィー

### RSプロモーション

#### アルバム
- 1995年 - Dai Wela...James (ได้เวลา..เจมส์)
- 1997年 - Siren Love
- 1997年 - Forever James
- 1998年 - James FM.
- 2000年 - James Delivery
- 2001年 - James Festival
- 2002年 - James Clinic Dontri Bumbad (เจมส์ คลินิก ดนตรีบำบัด)
- 2003年 - James Franchise
- 2004年 - James Alive
- 2006年 - Zapp Story (แซบ Story)

#### 各種アルバム
- 1996年 - Superteens
- 1997年 - The Next
- 1999年 - The X Venture

### GMMグラミー
- 2008年 - Now James

## 出演

### 映画
- 1997年 - Gangster Boys (The Gang) (แก๊งค์กระแทกก๊วนส์ เก๋ากวนเมือง)
- 1998年 - CCJ (ซีซีเจแสบฟ้าแลบ)
- 2012年 - Home (ความรัก ความสุข ความทรงจำ)
- 2012年 - Jan Dara the Beginning (จันดารา ปฐมบท)